# Ifs
Ifs és un municipi francès situat al departament de Calvados i a la regió de Normandia. L'any 2007 tenia 10.738 habitants.

## Demografia

### Població
El 2007 la població de fet d'Ifs era de 10.738 persones. Hi havia 4.333 famílies de les quals 1.247 eren unipersonals (409 homes vivint sols i 838 dones vivint soles), 1.215 parelles sense fills, 1.465 parelles amb fills i 406 famílies monoparentals amb fills.
La població ha evolucionat segons el següent gràfic:
Habitants censats

### Habitatges
El 2007 hi havia 4.565 habitatges, 4.428 eren l'habitatge principal de la família, 19 eren segones residències i 119 estaven desocupats. 2.740 eren cases i 1.801 eren apartaments. Dels 4.428 habitatges principals, 2.189 estaven ocupats pels seus propietaris, 2.187 estaven llogats i ocupats pels llogaters i 52 estaven cedits a títol gratuït; 261 tenien una cambra, 511 en tenien dues, 851 en tenien tres, 1.259 en tenien quatre i 1.547 en tenien cinc o més. 3.375 habitatges disposaven pel capbaix d'una plaça de pàrquing. A 2.398 habitatges hi havia un automòbil i a 1.609 n'hi havia dos o més.

### Piràmide de població
La piràmide de població per edats i sexe el 2009 era:
| Homes | Edats   | Dones |
| ----- | ------- | ----- |
| 4     | 95 o +  | 8     |
| 0     | 90 a 94 | 16    |
| 16    | 85 a 89 | 24    |
| 36    | 80 a 84 | 60    |
| 68    | 75 a 79 | 104   |
| 120   | 70 a 74 | 172   |
| 148   | 65 a 69 | 180   |
| 196   | 60 a 64 | 240   |
| 184   | 55 a 59 | 212   |
| 284   | 50 a 54 | 248   |
| 348   | 45 a 49 | 368   |
| 280   | 40 a 44 | 340   |
| 316   | 35 a 39 | 352   |
| 384   | 30 a 34 | 364   |
| 416   | 25 a 29 | 496   |
| 288   | 20 a 24 | 324   |
| 296   | 15 a 19 | 400   |
| 360   | 10 a 14 | 336   |
| 316   | 5 a 9   | 292   |
| 356   | 0 a 4   | 320   |

## Economia
El 2007 la població en edat de treballar era de 7.213 persones, 5.370 eren actives i 1.843 eren inactives. De les 5.370 persones actives 4.786 estaven ocupades (2.443 homes i 2.343 dones) i 583 estaven aturades (243 homes i 340 dones). De les 1.843 persones inactives 532 estaven jubilades, 883 estaven estudiant i 428 estaven classificades com a «altres inactius».

### Ingressos
El 2009 a Ifs hi havia 4.364 unitats fiscals que integraven 10.877,5 persones, la mediana anual d'ingressos fiscals per persona era de 18.219 €.

### Activitats econòmiques
Dels 413 establiments que hi havia el 2007, 6 eren d'empreses extractives, 6 d'empreses alimentàries, 3 d'empreses de fabricació de material elèctric, 2 d'empreses de fabricació d'elements pel transport, 16 d'empreses de fabricació d'altres productes industrials, 89 d'empreses de construcció, 96 d'empreses de comerç i reparació d'automòbils, 20 d'empreses de transport, 19 d'empreses d'hostatgeria i restauració, 9 d'empreses d'informació i comunicació, 23 d'empreses financeres, 9 d'empreses immobiliàries, 40 d'empreses de serveis, 53 d'entitats de l'administració pública i 22 d'empreses classificades com a «altres activitats de serveis».
Dels 130 establiments de servei als particulars que hi havia el 2009, 1 era una oficina del servei públic d'ocupació, 1 oficina de correu, 5 oficines bancàries, 10 tallers de reparació d'automòbils i de material agrícola, 2 tallers d'inspecció tècnica de vehicles, 1 establiment de lloguer de cotxes, 2 autoescoles, 19 paletes, 8 guixaires pintors, 14 fusteries, 14 lampisteries, 18 electricistes, 3 empreses de construcció, 11 perruqueries, 1 veterinari, 15 restaurants, 2 agències immobiliàries, 1 tintoreria i 2 salons de bellesa.
Dels 32 establiments comercials que hi havia el 2009, 3 eren hipermercats, 3 supermercats, 1 una botiga de més de 120 m², 5 fleques, 5 carnisseries, 1 una carnisseria, 2 botigues de roba, 3 botigues d'equipament de la llar, 1 una botiga d'equipament de la llar, 3 botigues de material esportiu, 1 una perfumeria i 4 floristeries.
L'any 2000 a Ifs hi havia 7 explotacions agrícoles que ocupaven un total de 469 hectàrees.

## Equipaments sanitaris i escolars
El 2009 hi havia 1 hospital de tractaments de mitja durada (seguiment i rehabilitació), 1 psiquiàtric, 4 farmàcies i 1 ambulància.
El 2009 hi havia 3 escoles maternals i 3 escoles elementals. Ifs disposava d'un col·legi d'educació secundària amb 627 alumnes.
```
Disposava d'un institut universitari.
```

## Poblacions més properes
El següent diagrama mostra les poblacions més properes.